# Shibata
Shibata (新発田市?) è una città giapponese della prefettura di Niigata.